# Aminet
Az Aminet a világ legnagyobb Amigás szoftver és fájl archívuma, illetve webtárhelye. 2023. január 2-ai állás szerint mintegy 84000 szoftvercsomagot tartalmaz.

## Történet
Az Aminet egy korai kísérlet volt egy önkéntesek által kezelt központosított nyilvános archívum létrehozására, melyet csak az 1988-ban indult Info-Mac archívum előzött meg (utóbbi 2005 óta offline). A kezdeményezés célja az volt és az ma is, hogy összekovácsolja az Amiga-közösséget és egyszerű, központosított lehetőséget nyújtson új nyílt forráskódú szoftverek, demóprogramok, javítások (patch), illetve nyelvi honosítások (lokalizációk), képek, hanganyagok (MOD-fájlok), végigjátszások, útmutatók letöltésére.
1992 januárjában egy számítástechnikai diákklub (ICU) által beindított kicsi szoftverarchívumot vett át Urban Müller svájci diák. Az amiga.physik domainnevű, egy Amiga 3000-en működő archívumot hamarosan világszerte tükrözni kezdték és 1992 május elejétől vált Aminetté, azaz összekapcsolt FTP-oldalak gyűjteményévé. 1993-ban megkezdődött a CD-ROM-on való tartalomterjesztés. A megnövekedett adatforgalom miatt 1993 júniusában a szervert üzemeltető Zürichi Egyetem felszólította őket az archivum leállítására, így át kellett költözniük az amerikai Washington Egyetemen működött FTP-oldalra (wuarchive.wustl.edu). Ezt az egyetlen "mesteroldalt" használták és FTP-szkripteket hoztak létre minden tüköroldalhoz, így minimalizálva a szükséges új tükrök számát.
Az Aminet az Internet 1996-ban megkezdődött robbanásszerű növekedéséig a legnagyobb nyilvános szoftverarchívum volt minden platformot egybevetve. 1996-ban következett be a PC-s archívumok jelentős felfejlődése, melyek ugyanez év folyamán lekörözték az Aminetet fájl-darabszámban és tárhelyméretben is.
2004 szeptemberében egy RAID merevlemez vezérlő meghibásodása miatt a wuarchive.wustl.edu FTP archívum és benne az Aminet fő tüköroldala (us.aminet.net) leállt (e mellett azonban több tüköroldal működőképes maradt). Mivel az összes feltöltést ez a fő tüköroldal kezelte, ezért a feltöltési szolgáltatás is leállt.
A leállás után Nicolas Mendoza segítségével egy nagyrészt az alapoktól újraírt, illetve adaptált web interfész (Amirepo interface) készült, melynek révén 2005 februárjára a feltöltési szolgáltatás is újra működőképes lett. Neki köszönhető az Aminet meta tagekkel való bővítése, melynek révén vált lehetővé az egyes Amiga-platformok, illetve -architektúrák (68k, PPC) szerinti katalogizálás és keresés. Ezzel egyidőben az alapító, Urban Müller visszavonult az adminisztrátori csapatból (Aminet Team), így a napi üzemeltetési feladatoktól és azóta csak a fő webtárhely hosting feladataival foglalkozik. Christoph Gutjahr pedig 2004 végén csatlakozott az adminisztrátor csapathoz.

## Működés
A naponta feltöltésre kerülő új tartalomról e-mailes riport kérhető. Az Amineten tárolt legtöbb program Public Domain vagy Shareware jogi státuszú, de emellett számos szoftverfejlesztő tölti fel kereskedelmi szoftvereinek demo-verzióit. Jelenleg az Aminet architektúra-specifikus oldalakat, illetve tartalmat is magában foglal 68k, PowerUP, WarpOS, Amithlon, AmigaOS 4, MorphOS, illetve AROS operációs rendszerek és platformok vonatkozásában.

## Fejlesztési irány
Már a kezdetektől felmerült ötletként, hogy a Debian csomagkezelő rendszeréhez (APT/DPKG) hasonló platformfüggetlen megoldást valósítsanak meg, függőségkezeléssel (dependency), verziókövetéssel (repository). Ez azonban jelenleg nincs napirenden.

## Adminisztrátorok
Az Aminet adminisztrátori csapatát jelenleg Nicolas Mendoza és Christoph Gutjahr alkotják.